# Phylloptera cassinaefolia
Phylloptera cassinaefolia is een rechtvleugelig insect uit de familie sabelsprinkhanen (Tettigoniidae). De wetenschappelijke naam van deze soort is voor het eerst geldig gepubliceerd in 1825 door Saint-Fargeau & Serville.